# Pseudoviviania platypoda
Pseudoviviania platypoda är en tvåvingeart som beskrevs av Brauer och Julius Edler von Bergenstamm 1891. Pseudoviviania platypoda ingår i släktet Pseudoviviania och familjen parasitflugor.
Artens utbredningsområde är Venezuela. Inga underarter finns listade i Catalogue of Life.